# Kreis des Petosiris

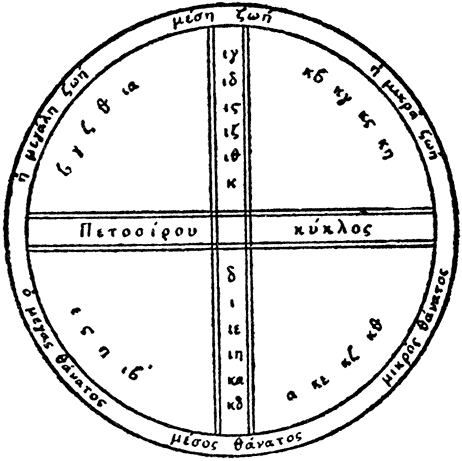
Kreis des Petosiris (BNF Ms. 2419 fol. 32)

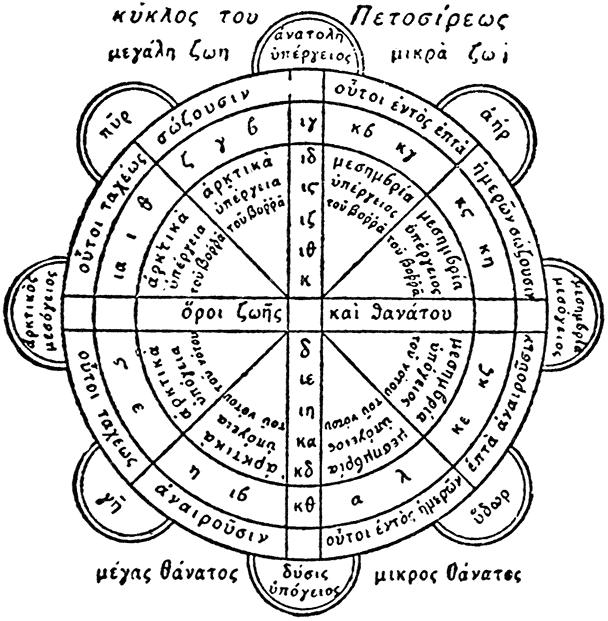
Kreis des Petosiris (BNF Ms. 2419 fol. 156)

Der Kreis des Petosiris (altgriechisch Πετοσίρου κύκλος Petosírou kýklos) ist eine vor allem im Mittelalter verbreiteten Wahrsagetechnik. Der Name bezieht sich auf einen halb legendären hellenistischen Astrologen namens Petosiris. Die Technik ist eine Form der Onomatomantie und wird manchmal auch als „Sphäre von Leben und Tod“ oder als „Kreis des Demokrit“ bezeichnet.
Bei diesem Verfahren werden mittels Numerologie und eines Diagramms die Lebens- bzw. Todesaussichten eines Patienten oder einer anderen Person in einer kritischen Situation bestimmt, zum Beispiel die Siegesaussichten eines Gladiators. Dabei werden zunächst die Zahlenwerte der (griechischen) Buchstaben im Namen des Patienten addiert, dann eine dem Tag der Erkrankung im Mondmonat (also der Tag seit dem letzten Neumond) entsprechende Zahl dazugezählt, das Resultat wird durch die Zahl der Tage des jeweiligen Mondmonats (29 oder 30) dividiert. Der sich ergebende Divisionsrest ist die Zahl, die in dem Kreisdiagramm gesucht wird, das in mehrere Bereiche geteilt ist, beschriftet mit „großes Leben“, „mittleres Leben“, „kleines Leben“, „kleiner Tod“, „mittlerer Tod“ und „großer Tod“. Dementsprechend wird der Patient zum Beispiel schnell sterben (großer Tod) oder langsam gesunden (kleines Leben). Die Zahlen im Diagramm entsprechen dabei der griechischen Zahlschreibung, es werden also griechische Buchstaben mit α=1, β=2, γ=3 usw. verwendet. Daraus ergibt sich natürlich, dass laut dem Kreis des Petosiris die Chancen, an einer Erkrankung zu sterben, stets 1 zu 1 stehen.
Die den Tagen im Mondmonat entsprechenden Zahlen sind dabei in einer das Diagramm begleitenden Tabelle enthalten. Es handelt sich dabei (mit diversen Modifikationen) um die den ausgeschriebenen Zahlnamen entsprechenden Zahlen. So ergibt sich für Tag 3 nach Neumond mit griechisch τρίτη für „drei“ der Zahlenwert 300 (τ) + 100 (ρ) + 10 (ί) + 300 (τ) + 8 (η) = 718.
Diese Wahrsagetechnik wird in einem angeblich von Petosiris an Nechepso gerichteten Brief beschrieben. Ernst Riess gibt in seiner Edition der Petosiris-Nechepso-Fragmente mehrere Fassungen eines solchen Schreibens.
Auch entsprechende Diagramme sind überliefert.
Es gibt allerdings zahlreiche, voneinander teils stark abweichende Varianten solcher Diagramme mit unterschiedlichen Aufteilungen und Anordnungen von Zahlen und Buchstaben, von denen einige dem Petosiris, andere Demokrit oder einem anderen Vertreter antiker Weisheit wie Pythagoras oder Platon zugeschrieben werden. Entsprechend zahlreiche Abweichungen gibt es beim angewandten Verfahren.